# アラーハイム
アラーハイム (ドイツ語: Alerheim) はドイツ連邦共和国バイエルン州シュヴァーベン行政管区のドナウ＝リース郡に属す町村（以下、本項では便宜上「町」と記述する）で、ネルトリンゲンに本部を置くリース行政共同体を構成する自治体の一つである。

## 地理
アラーハイムはネルトリンガー・リース内に位置し、アウクスブルク地方の一部をなす。

### 自治体の構成
この町は、公式には7つの地区 (Ort) からなる。このうち小集落や孤立農場などを除く集落を以下に列記する。
- アラーハイム
- ビュール・イム・リース
- ルーデルシュテッテン
- ヴェルニッツオストハイム

## 歴史
アラーハイムはフルダ帝国修道院への寄贈に関連して、"Villa Alarheim" として8世紀に初めて記録されている。
三十年戦争ではアラーハイムの戦いで大きな被害を受けた。
アラーハイムは1306年から1806年までエッティンゲン＝ヴァラーシュタイン家の所領であり、1806年のライン同盟によりバイエルン領となった。
1972年にヴェルニッツオストハイムが、1978年にはビュール・イム・リース（アンハウザーヘーフェンとノイミューレを含む）とルーデルシュテッテンが合併した。

### 人口推移
- 1970年 1,455人
- 1987年 1,501人
- 2008年 1,663人

2008年現在の地区別の人口は以下の通り。
- アラーハイム 962人
- ビュール・イム・リース 231人
- ルーデルシュテッテン 279人
- ヴェルニッツオストハイム 191人

## 行政
町長はクリストフ・シュミート (Freie Wahlgemeinschaft) である。

## 文化と見所
- アラーハイム城
- ヴェンナーベルク
- ヴェルニッツ川
- アンハウザー湖

## 経済と社会資本

### 教育
- 基礎課程学校
- 市民大学: ネルトリンゲン市民大学分校

## 引用
1. ↑  https://www.statistikdaten.bayern.de/genesis/online?operation=result&code=12411-003r&leerzeilen=false&language=de Genesis-Online-Datenbank des Bayerischen Landesamtes für Statistik Tabelle 12411-003r Fortschreibung des Bevölkerungsstandes: Gemeinden, Stichtag (Einwohnerzahlen auf Grundlage des Zensus 2011)
2. ↑  Bayerische Landesbibliothek Online